# سرطان الكبد في القطط والكلاب
سرطان الكبد في القطط والكلاب (بالإنجليزية: Liver cancer in cats and dogs)‏ قد تكون الأورام التي تتطور داخل الكبد حميدة (غير سرطانية) أو خبيثة (سرطانية). يمكن أن تبدأ الأورام في الكبد، أو تنتشر إلى الكبد من سرطان آخر في الجسم. أبلغ الأطباء البيطريون أن أورام الكبد الخبيثة تنتقل إلى الأعضاء الأخرى مثل العقد الليمفاوية الإقليمية والرئتين والكليتين والبنكرياس والطحال وغيرها. 

## العلامات والأعراض
غالبًا ما تكون العلامات السريرية غامضة وتتضمن فقدان الوزن وفقدان الشهية، الإستفراغ و الإسهال والتعب واليرقان المحتمل بالإضافة لمشاكل تخثر الدم و أعراض الجهاز العصبي كالتشنجات.

## التشخيص
غالبًا ما تُستخدم تقنيات التصوير الطبي مثل الأشعة السينية والموجات فوق الصوتية والتصوير المقطعي المحوسب (CT) والتصوير بالرنين المغناطيسي (MRI) في تقييم الحيوانات المصابة بأورام الكبد المشتبه بها. إن الشفط بالإبرة الدقيقة الموجَّهة بالموجات فوق الصوتية أو خزعة الإبرة الأساسية لكتل الكبد هي أدوات تشخيصية مفيدة تكون طفيفة التوغل للحصول على عينات للتحليل النسيجي المرضي . 

## العلاج
يوصى بالعلاج الجراحي للقطط والكلاب التي تم تشخيصها بأورام الكبد الأولية و ليس سرطانات النقائل للكبد. لا توجد العديد من خيارات العلاج للحيوانات التي تعاني من فصوص الكبد المتعددة. 